# Väinö Heikkilä
Väinö Heikkilä (Väinö Selim Heikkilä; * 25. April 1888 in Lieto; † 5. Mai 1943 ebd.) war ein finnischer Langstreckenläufer.
Bei den Olympischen Spielen 1912 in Stockholm kam er im Crosslauf auf den 25. Platz.